# Transferencia lineal de energía

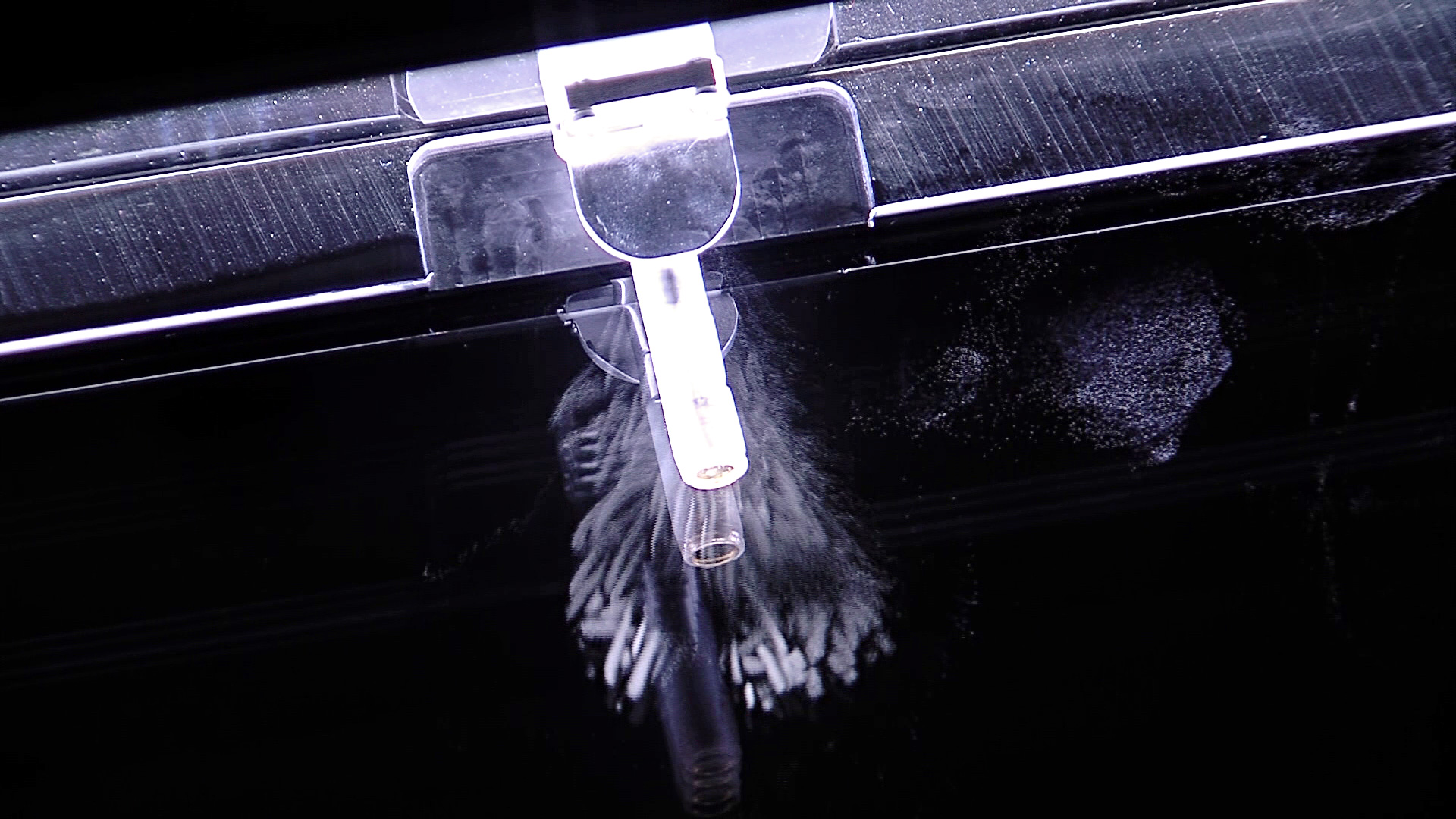
Difusión en una cámara de niebla de partículas alfa procedentes de una muestra de americio-241

La transferencia lineal de energía (TLE, en ocasiones simplemente L) es la cantidad de energía media que una radiación imparte al medio por unidad de longitud. Al ser TLE la energía donada por una radiación incidente al medio, se suele medir en unidades de energía por unidad de longitud. Generalmente en J/m, aunque resulta habitual ser expresada en valores experimentales en keV/µm. Por definición, TLE es una cantidad positiva. El concepto fue acuñado por primera vez en 1952, en algunas ocasiones TLE hace referencia a la calidad de la radiación. Es idéntica a la fuerza retardadora actuando sobre una partícula con carga ionizada viajando a través de la materia. TLE depende exclusivamente de la naturaleza de la radiación así como del material que lo atraviesa.    
La radiación (rayos X, rayos alfa, rayos beta, neutrones, rayos gamma etc.) poseen diferentes valores de TLE. Las radiaciones con baja TLE ( (L < 10 keV/µm) provocan ligera ionización a lo largo de su recorrido, como los rayos X, mientras que las radiaciones con elevado valor de TLE (L > 10 keV/µm) provocan intensas ionizaciones en el medio descargando densidades lineales de energía mayores. Las radiaciones electromagnéticas tienen baja TLE y las radiaciones de partículas tiene alta TLE. Las radiaciones de alta TLE producen una densidad de ionización (ionizaciones por unidad de distancia recorrida) unas mil veces mayor que las de baja LET.
Un valor elevado de TLE atenúa la intensidad de la radiación incidente más deprisa a medida que penetra a través de la materia, generalmente haciendo el escudo protector con el que está hecho más efectivo, y previniendo la penetración profunda de dicha radiación. Las radiaciones con alta TLE  provocan ionización densa del medio durante su recorrido, lo que supone una concentración de energía depositada mayor y puede provocar daños más severos a las estructuras microscópicas de la materia cercanas a la trayectoria de la partícula que las radiaciones con menor TLE. Si un defecto microscópico puede causar un fallo a gran escala, como es en el caso de células biológicas y de la microelectrónica, y en estos casos TLE ayuda a explicar la razón mediante la cual el daño de ciertas radiaciones es a veces desproporcionada al valor de la dosis absorbida de radiación. La dosimetría resuelve esta desproporción mediante el empleo de factores de radiación específicos.
La transferencia lineal de energía se encuentra relacionado con el poder de frenado, debido a que ambos suponen un valor penetración en el medio. Ciertamente la transferencia lineal de energía no restringida, es idéntica al poder de frenado lineal. 

## Transferencia restringida/No Restringida
La pérdida lineal de energía de la radiación incidente en un material puede generar una ionización, con la consiguiente liberalización de electrones secundarios (denominados como rayos delta). Cabe la posibilidad que estos electrones posean energías cinéticas capaces de continuar ionizando el material, depositando igualmente energía en el medio. Muchos estudios determinan su foco de ensayos en los efectos que producen las partículas primarias, excluyendo las posibles interacciones de los electrones secundarios por encima de un cierto valor Δ. Este límite de energía viene a excluir los electrones secundarios que portan energías cinéticas muy alejadas de la radiación incidente primaria. Debido a que, mayor energía, implica mayor alcance. Esta aproximación desprecia la distribución direccional de la radiación secundaria y los trayectos no-lineales de los rayos delta, pero simplifica la evaluación analítica.  Empleando el formulismo matemático, se tiene que la transferencia lineal de energía restringida se puede definir como:
{\displaystyle L_{\Delta }={\frac {{\text{d}}E_{\Delta }}{{\text{d}}x}}},
Donde {\displaystyle {\text{d}}E_{\Delta }} es el valor de la pérdida media de energía procedente de la partícula debido a colisiones con el medio durante su un diferencial de trayectoria: {\displaystyle {{\text{d}}x}}. En el cómputo de energía se excluyen todos los electrones secundarios con energías cinéticas superiores a Δ. Si Δ tiende a valores muy grandes (infinito), en este caso no existirán electrones con grandes energías, y la transferencia de energía será igual a la transferencia lineal de energía restringida que es similar a la potencia de frenado.